# Источногренландска струја
Источногренландска струја је хладна морска струја која се креће из Северног Леденог океана, од пролаза Фрам, између Гренланда и Шпицбершких острва кроз Гренландско море. Њена температура се креће око 0 °C, а салинитет расте од површине ка дубини — 34—36 промила. Ова струја у Атлантик уноси око 12.700 km³ леда сваке године. Пролазећи између Гренланда и Исланда код рта Фервел судара се са топлом Ирмингеровом струјом. Десни крак обилази око јужног рта Гренланда и наставља се у виду Западногренландске струје.